# Грах
Гра̀хът (Pisum sativum) е биологичен вид, растение от семейство Бобови (Fabaceae). Отглежда се като домашна култура за прехрана по целия свят.

## Ботаническа и биологическа характеристика

### Ботаническо описание
Обикновеният културен грах е едногодишно тревисто пролетно растение. Срещат се обаче и зимуващи форми, неправилно наречени зимни. Повечето от сортовете грах имат восъчен налеп върху стъблото, листата и чашките на цветовете.

#### Коренова система
Кореновата система на граха се състои от главен корен, който прониква дълбоко в почвата (до 1 метър и повече) и извлича хранителни вещества и влага от по-долните почвени пластове. От него излизат странични разклонения с много коренчета, разположени предимно в повърхностния почвен пласт (до 20 cm). По корените се намират грудкови бактерии (Rhizobium leguminosarum biovar viciae), които свързват атмосферния азот и го правят достъпен за граховите растения.

#### Стъбло
Стъблото е гладко, кухо, с височина в зависимост от сорта – от 20 см до 2,5 m. По височина на стъблата сортовете се разделят на няколко условни групи: ниски – с височина до 45 cm, полуниски – 45 – 65 cm, средни – 65 – 95 cm, високи – над 95 cm. Стъблото е просто или щамбово, надебелено в горната си част, пълзящо, увивно или изправено. Повечето от сортовете, които се отглеждат в България, имат прости стъбла. Щамбови стъбла имат както ниските, така и високите сортове.
Колкото стъблата на даден сорт са по-високи, толкова той по-лесно и по-рано поляга.

#### Листа
Листата на граха са чифтоперести, с един до три чифта яйцевидни, повече или по-малко закръглени или продълговати листенца, с едри прилистници в основата. На някои листа вместо трети чифт има само по едно листенце. Листата завършват с мустачета, с помощта на които растенията се крепят взаимно.
Повечето от разновидностите с обагрени цветове имат в основата на прилистниците червеновиолетов пръстен, който личи още в ранния стадий на развитие на растението. При някои сортове освен петната по прилистниците се забелязват и червени кантове по листенцата, стъблата и бобовете. По-листата на белоцъфтящите разновидности няма оцветени петна или кантове.

#### Цветове
Цветовете са закрепени на дълги дръжки, които излизат от пазвите на сложните листа. Те са събрани по 1 – 2, а при някои сортове по 3 и повече в едно съцветие. Цветът е бял или обагрен (розов, червен, виолетов, цикламен и др.) в зависимост от окраската на венчелистчетата, с устройство, типично за бобовите. Той има 5-листна чашка, 5-листно венче, 10 тичинки и едногнезден плодник, който завършва с дълго стълбче и близалце. Девет от тичинките са сраснали в основата си, а десетата е свободна.
Цветовете на щамбовите форми са разположени на силно скъсени и надебелени връхни междувъзлия по 3 – 4 и повече на едно съцветие. Щамбовите форми биват както с бели, така и с обагрени цветове, срещат се и полущамбови форми, които имат по стъблата си по един или два цвята на междувъзлие, а връхните междувъзлия са надебелени и скъсени групирани 3 – 4 и повече цвята по тях.

#### Плод
Плодът на граха е чушка (боб), най-често зелена по цвят, а по-късно пожълтява.
По форма чушката бива права, извита (човкообразна), саблевидна и др.
От вътрешната страна чушките имат развит склерен химновлакнест (пергаментен) слой. Колкото по-добре е развит този слой, толкова чушките са по-податливи на разпукване. От друга страна обаче, такива чушки са по-устойчиви на аскохитоза.
Както при високите, така и при ниските сортове най-долната чушка се залага обикновено не по-ниско от 6-ия възел. В една чушка се срещат най-често от 4 до 7 семена, а по-рядко 3 – 19 и повече.
Семената имат различна форма, големина, цвят и повърхност. Големината на семената е сортово качество, което варира доста в зависимост от почвено-климатичните и агротехническите условия на отглеждане. По големина на семената сортовете обикновено се обособяват в три групи: едрозърнести с тегло на 1000 семена над 250 грама, среднозърнести с тегло на 1000 семена от 200 до 250 грама и дребнозърнести с тегло на 1000 семена под 200 грама. Формата и характерът на повърхността на семената са сортови качества, които варират в доста широки граници. По форма семената биват кръгли, овални, ъгловати и преходни, а по повърхност – гладки, набръчкани или преходни.

### Биологични особености

#### Температура
Пониците на пролетните сортове грах понасят кратки застудявания до –5, –6 °C. От разновидностите с обагрени цветове има сортове, които издържат на кратки застудявания до –18, –20 °C и се отглеждат като зимна култура в райони със сравнително кратки колебания на температурата през зимния период.
Най-бързо расте грахът при температура около 25 °C. При по-ниска температура той също расте добре и се развива, но вегетационният му период се удължава, а при по-висока температура се скъсява. По темпа на растеж при понижени температури се наблюдават значителни сортови различия.
грахът се развива най-добре при умерено влажни условия. Крайностите му влияят неблагоприятно.

#### Валежи
През години с нормални валежи и температури броят на дните от поникването до цъфтежа на граховите растения е почти еднакъв с броя на дните от цъфтежа до узряването.
Обаче когато през април или май настъпи засушаване и температурите се повишат силно, периодът от поникването до цъфтежа се скъсява силно. А при валежи над нормалните през април и май и сравнително ниски температури този период се удължава.
Температурите и валежите влияят също на растенията и през периода цъфтене – узряване. При ниски температури и повече валежи този период обикновено се удължава и обратно, при засушаване и сравнително високи температури се скъсява.

#### Почви
За създаване на условия за благоприятно развитие на грудковите бактерии, а оттам за правилно азотно хранене на граховите растения е необходима добре обработена и разрохкана почва с достатъчно влага и добра аерация. В суха почва и в отсъствие на въздух грудковите бактерии постепенно загиват. Грахът се развива най-добре върху почви с рН = 6,0 – 7,0.

### Класификация
Видът Pisum sativum принадлежи към рода Pisum, от семейството на бобовите (Fabaceae). В миналото към рода Pisum са класифицирани 6 и повече видове, но към момента се приема, че те са само два – Pisum sativum L. и Pisum fulvum Sm. Всички останали се определят като подвидове (subspecies) и разновидности (varietas), които могат да създават фертилно поколение помежду си.
Видът Pisum sativum се характеризира с голямо генетичното разнообразие, което се проявява в многообразието на морфологичните черти на цветовете, листата, стъблата, чушките и семената. Това е причината за наличието на голямо подвидово деление.
Основните подвидове и разновидности са следните:
- Pisum sativum L. subsp. elatius (Steven ex M. Bieb.) Asch. & Graebn. Това е прародителят на съвременния културен грах, диворастящ в Източното Средиземноморие, Кавказ, Иран и Туркменистан.
- Pisum sativum L. subsp. transcaucasicum Govorov: култивирана форма в Северен Кавказ и в централните планини на Задкавказието.
- Pisum sativum L. subsp. abyssinicum (A. Braun) Govorov: форма, която се отглежда в Етиопия и Йемен.
- Pisum sativum L. subsp. asiaticum Govorov: Тази форма се отглежда в Близкия и Средния Изток до Монголия, Северозападен Китай, Тибет и Северна Индия и в Египет.
- Pisum sativum L. subsp. sativum: най-важният подвид, който произлиза от одомашняването на Pisum sativum L. subsp. elatius. Има три основни разновидности и многобройни сортове.
  - Pisum sativum L. subsp. sativum var. arvense (L.) Poir.: полски фуражен грах
  - Pisum sativum L. subsp. sativum var. sativum: градински грах подходящ за храна на хората.
  - Pisum sativum L. subsp. sativum var. macrocarpon: кулинарен грах със съедобни чушки.

## История
Дивият грах е разпространен в Средиземноморския басейн и Близкия изток. Най-ранните археологически находки на грах са от неолитната епоха в Сирия, Турция и Йордания. В Египет от ок. 4800 – 4400 пр.н.е. в района на делтата на река Нил и ок. 3800 – 3600 пр.н.е. в Горен Египет.

## Употреба

### Кулинарна
| Хранително вещество | Стойност | Мерна е-ца |
| ------------------- | -------- | ---------- |
| Вода                | 86.6     | г.         |
| Енергийност         | 218      | kJ         |
| Енергийност         | 52       | kcal       |
| Белтъчини           | 5.42     | г.         |
| Въглехидрати        | 14.45    | г.         |
| Мазнини             | 0.4      | г.         |
| Хранителни влакнини | 5.1      | г.         |
| Витамин С           | 40       | мг.        |
| Бета каротен        | 449      | μг.        |

### Научна
В средата на ХІХ век наблюденията на Грегор Мендел върху граха поставят основите на съвременната наука генетика.

## Отглеждане

### Агротехника
Място в сеитбообращението
Грахът се развива успешно след всички култури освен след бобовите. Най-често се засява след култури със слята повърхност – пшеница, ечемик, овес и др. Добре се развива и след окопни култури, торени с оборски и минерални торове – царевица, захарно цвекло, картофи и др. На същото поле не бива да се връща по-рано от 5 – 6 години. Грахът е много добър предшественик за почти всички култури, с изключение на бобовите. Играе важна роля в сеитбообращението, като обогатява почвата с азот.
Обработка на почвата
При есенно засяване на зимуващите форми грах подготовката на почвата се извършва в зависимост от предшественика. Ако той е житно със слята повърхност (пшеница, ечемик, овес), веднага след прибирането на реколтата площта се изорава на 23 – 25 cm дълбочина с плуг с предплужник с едновременно брануване, дискуване или валиране. До сеитбата повърхността на почвата се поддържа в рохкаво състояние и чиста от плевели чрез повърхностни обработки.
При пролетните сортове след прибиране на житната или окопната култура почвата се изорава на 23 – 25 cm с плуг с предплужник, за да не се извадят на повърхността на почвата заораните плевели. Едновременно с дълбоката оран трябва да се бранува. Рано напролет предсеитбено се извършва едно култивиране на дълбочина 8 – 10 cm. По този начин почвата се разрохква и едновременно се заравнява и се унищожават поникналите или покълналите плевели.
Торене
Грахът реагира на фосфорно торене при почти всички почви. Фосфорът участва в синтеза на някои от белтъчините и е важна съставна част и на скорбялата на граха.
Граховите растения си набавят азот от въздуха с помощта на грудковите бактерии. Младите грахови растения обаче също имат нужда от азот, тъй като корените им са още слаби и грудковите бактерии не са добре развити.
При леките почви наторяването през есента с калиеви торове или дървесна пепел повишава добивите.
Полезно е и микроторенето с микроелементи, като молибден, бор, йод, кобалт и др., много от които се намират в достатъчно количество в почвата, но често някои не достигат или се намират в недостъпна за растенията форма и това се отразява отрицателно върху добива.
Сеитба
Срок за засяване. Зимните сортове се засяват към края на септември и началото на октомври. Най-подходящото време за засяване на пролетните сортове грах България е втората половина на февруари – първите дни до средата на март.
Начин на засяване. Най-високи добиви се получават, когато грахът се засява на тесни междуредия – 7,5 cm. Увеличаването на междуредията води до намаляване на добивите.
Дълбочина на засяване. При поникването семеделите на граха остават в почвата и затова е за предпочитане по-дълбокото заравяне. При засяване на граха на структурни черноземни почви дълбочината може да бъде от 6 до 10 cm в зависимост от размера на зърното. На леки песъчливи и структурни глинести почви се сее по-плитко – на 5 – 7 cm, а на безструктурни тежки почви дълбочината достига до 5 – 6 cm.
При ранна сеитба се предпочита по-малка дълбочина, а при по-късно засяване се отива към по-голяма дълбочина. Когато зимното влагозапасяване е слабо и повърхностният почвен пласт не е уплътнен добре, особено при засяване на едрозърнести сортове, може да се засява и до 10 cm дълбочина.
Много важно е семената да се разположат равномерно във влажен почвен пласт, на еднаква дълбочина в почвата, за което има голямо значение и добре подравнената повърхност на почвата. Заравнената повърхност на почвата улеснява и механизираното прибиране на реколтата.
Посевна норма. Когато грахът се засява в най-подходящия срок, на богата и торена почва, чиста от плевели, най-високи добиви се получават при оптимална посевна норма, като може да се използват и ниски посевни норми до 80 бр. кълняеми семена на m². Когато не са налице оптимални условия, посевната норма не бива да слиза под 130 семена за m². За условията на зърнопроизводните райони в България най-подходящи са посевни норми от 120 до 130 броя кълняеми семена на m². Това значи едрозърнестите сортове да се засяват с 32 – 35 кг семе на декар, среднозърнестите – с 26 – 32 кг и дребнозърнестите – с 23 – 25 кг.
Борба с плевелите
Граховите посеви ежегодно заплевеляват силно. Борбата с плевелите се води по агротехнически и химически път.
Плевелните семена най-често поникват по-рано от граха понеже са по-дребни и по-плитко заровени. В такива случаи 4 – 5 дни след засяването на граха се извършва едно брануване с леки или средни брани. При наличност на почвена кора брануването се извършва с ротационна мотика. Така се унищожават голяма част от покълналите и поникналите плевели.
След поникването и израстването на граховите растения на 8 – 10 cm височина, ако са се появили нови плевели, брануването се повтаря. За да се предотвратят обаче наранявания и изскубване на растенията, брануването на посевите трябва да се извършва напреко на редовете, непременно в слънчеви дни, и то в топлите часове на деня (след 10 часа), когато растенията имат намален тургур и не се чупят лесно.
За борба с плевелите в граховите посеви се използват и най-различни хербициди.
Прибиране на реколтата
При градинско отглеждане, грахът се прибира ръчно, неколкократно, при достигане на технологична зрялост на чушките, т.е. когато семената са изпълнили добре чушките, но не са твърди.
Грахът за зърно се прибира разделно. Много е важно да се определи най-подходящият момент за коситба, тъй като чушките по растенията не зреят едновременно. Когато долните чушки започнат да зреят, върховете на стъблата и връхните чушки са още зелени. Коситбата започва, когато 2 – 3 от долните чушки пожълтеят, а зърната са затвърдели, добили формата и цвета, характерни за сорта. При закъснение дори само с няколко дни, загубите на зърно могат да достигнат до 50% и повече. Овършаването на откосите става с комбайни, преустроени за тази цел.
На пазара се предлагат и специализирани комбайни за прибиране на грах.

### Болести и неприятели

#### Болести
Аскохитоза (листни петна) (Ascochyta pisi Libert). Тази болест причинява големи загуби в дъждовни години и то предимно на къснозрелите сортове. Причинителят на болестта напада всички надземни части на растенията – стъбла, листа и чушки, като образува дребни моравожълти петна с жълто-кафяви краища и закръглена или удължена форма. По-късно по средата на тези петна се появяват черни точици – плодните тела на причинителя на болестта. Петната по чушките са вдлъбнати. От чушките заразата преминава по семената, които стават носители на причинителите на болестта.
Брашнеста мана (Erysiphe polygoni De Candolle). Проявява се най-силно в дъждовно и топло време. И при тази болест най-много страдат къснозрелите сортове. При късна проява на болестта загубите от нея са незначителни, особено при ранните сортове.
Тази болест напада най-вече листата и стъблата, но твърде често преминава и по зелените чушки. Нападнатите части на растенията се покриват с бял прашест налеп. Плодните тела на причинителя на болестта представляват черни точици, които по-късно се образуват по нападнатите части на растенията.
Причинителят на болестта презимува по остатъците от болните растения, които служат като източник за разпространението му през следващата година.
Ръжда [Uromyces pisi (Perss.) De Bary]. Тази болест напада граха и секирчето. Тя се явява почти ежегодно, но в незначителни размери. Във влажни години се проявява особено силно и от нея най-много страдат нискостъблените сортове грах.
Гъбата се проявява като ръждиви купчинки по листата и стъблото на растенията, които по-късно стават чернокафяви. Тези купчинки са спорите на гъбата, чрез които тя се разпространява. Посредниците на тази ръжда са някои видове млечки.

#### Неприятели
Ивичест грахов хоботник (Sitona lineata L.). Малко сиво бръмбарче, което зимува като възрастно насекомо под растителните остатъци на полето или в почвата. Рано напролет след затопляне на времето, бръмбарите излизат и започват да се хранят с най-младите и най-нежни листа на растенията. В отделни години при масово нападение могат да унищожат цели посеви, ако своевременно не се вземат мерки за борба с бръмбарите.
Много големи повреди нанасят ларвите на хоботниците по грудковите бактерии на корените. Така се намалява количеството на свързания азот, а с това и добивите на граха, както и на следващата култура след него.
Грахът се напада също и от много други хоботници, от които по-важни са: люцерновият листов хоботник (Phytonomus variabilis Hrbst.) и цвекловият хоботник (Tanimecus palliatus).
Черна бобова листна въшка [Doralis (Aphis) fabae Scop].
Напада младите нежни части на растенията – листата по вегетационния връх, стъблото непосредствено под него и младите завръзи.
При по-голямо размножение въшките покриват целите растения.
От листните, въшки най-много страдат късните сортове.
Въшките представляват дребни насекоми– от 1,5 до 2,6 mm. Хранят се, като смучат сок от нападнатите части на растението.
Когато е нападнат от въшки, вегетационният връх на растенията престава да расте. Листата се свиват, пожълтяват и изсъхват. Младите завръзи се свиват и не дават семена. Тази въшка се размножава девствено през лятото и полово през есента. Зимува във вид на яйце върху основните гостоприемници: чашкодрян, жасмин, смин и др. През пролетта от яйцата се излюпват женски индивиди, които раждат по 100 малки. При второто поколение вече се появяват крилати девствени женски, които се настаняват върху граха, баклата, фия м др. Тук се развиват много поколения от безкрили девствени женски. При засушаване размножението им може да приеме епидемичен характер и добивът от цели посеви да се сведе до нула.
През есента се развиват девствени крилати женски, които се преселват на основните си гостоприемници и тук раждат по 10 – 12 ларви. От тези ларви се развиват полови индивиди женски и мъжки). Оплодените женски снасят яйца, които презимуват.
Грахов зърнояд (Bruchus pisorum L.). Малко черно бръмбарче със сиви или бели ивици по гърба и крилата, които му придават сив цвят. До започване на цъфтежа на граха бръмбарчетата се хранят с цветовете на диворастящите бобови растения. След като граховите растения бутонизират и започват да цъфтят, бръмбарът започва масово да ги посещава и да се храни с органите на цвета (прашец, венчелистчета). Снася яйцата си върху младите чушки. Излюпената от яйцето ларва пробива крехката стена на младата чушка, прониква в нея и започва да се храни с ендосперма на зърното.
Бръмбарът зимува в семената или извън тях – в складовите помещения, под стрехи и в други закрити места. Напролет бръмбарите започват да летят. При зацъфтяване на граховите растения се заселват върху тях.
Грахов молец (Laspeyresia dorsana L.). Повреди нанася гъсеницата на молеца, която нагризва зърната отвън, обезформява ги и ги прави негодни за посев. Екскрементите ѝ са свързани с паяжина. От молеца най-много страдат късните сортове и късните посеви.
Възрастното насекомо представлява пеперуда.
Молецът презимува като какавида в почвата. Пеперудите започват да летят обикновено в началото на юни. Снасят яйцата си по чушките. От яйцата се излюпват гъсеници, които проникват в чушките и започват да нагризват зърната.